# Alain Berset
Alain Berset (Friburgo, Suiza, 9 de abril de 1972) es un político suizo, originario de la comuna de Misery-Courtion. Es miembro del Partido Socialista Suizo. El 14 de diciembre de 2011 fue elegido al Consejo Federal de Suiza en reemplazo de Micheline Calmy-Rey, perteneciendo al organismo hasta el 31 de diciembre de 2023.
El 18 de septiembre de 2024 asumió como Secretario General del Consejo de Europa.

## Biografía
Originario de Misery-Courtion, hizo el bachillerato clásico en el colegio Sainte-Croix de Friburgo en 1991. Más tarde obtuvo una licenciatura en ciencias políticas en 1996 y se doctoró en ciencias económicas en 2005 en la Universidad de Neuchâtel. Se especializó en desarrollo económico regional y migraciones, temas en los cuales publicó varios trabajos entre 1996 y 2006.
Desde marzo de 2000 es miembro de la asamblea constituyente friburguesa y preside el grupo parlamentario socialista hasta el final de la revisión constitucional en mayo de 2004, que conduce a la adopción de la nueva constitución, por votación popular con el 58% de los votos. También fue miembro del Consejo General de Belfaux entre marzo de 2001 y diciembre de 2003.
Elegido en 2003 al Consejo de los Estados y reelegido en 2007 y 2011 (en la primera vuelta), como representante del cantón de Friburgo. Es elegido presidente del Consejo de los Estados el 1 de diciembre de 2008, con 43 votos (de 46). Ocupará el cargo de presidente hasta el 22 de noviembre de 2009. Fue miembro de las comisiones de economía y tarifas, comisión de finanzas, de la delegación de finanzas, de la comisión de las instituciones políticas (que preside desde 2009), así como de la comisión de asuntos jurídicos. Asimismo es vicepresidente del grupo socialista de la Asamblea federal a partir de 2006.
También es miembro de la Asamblea parlamentaria de la francofonía a partir de 2005 (preside la sección suiza desde 2009) y de la Asamblea parlamentaria de la OSCE desde 2007.

### Carrera federal
El 25 de noviembre de 2011 fue designado candidato oficial del Partido Socialista Suizo junto con el valdense Pierre-Yves Maillard para la sucesión de Micheline Calmy-Rey en el Consejo Federal. El 14 de diciembre de 2011, Alain Berset fue elegido por la Asamblea Federal en la segunda vuelta de la votación para reemplazar a Micheline Calmy-Rey:
| Candidatos           | 1.ª vuelta | 2.ª vuelta |
| -------------------- | ---------- | ---------- |
| Alain Berset         | 114        | 126        |
| Pierre-Yves Maillard | 59         | 63         |
| Jean-François Rime   | 59         | 54         |
| Marina Carobbio      | 10         | -          |

El 1 de enero de 2017, Berset fue nombrado vicepresidente del Consejo Federal bajo la presidencia de Doris Leuthard, a quien sucedió el 1 de enero de 2018. Dejó la presidencia el 31 de diciembre de 2018. Fue sucedido por Ueli Maurer.
Durante la pandemia de COVID-19 en Suiza, como jefe del Departamento Federal del Interior, fue una de las principales figuras en la respuesta del gobierno a la crisis.
El 1 de enero de 2022, Berset se convirtió de nuevo en vicepresidente del Consejo Federal, bajo el presidente Ignazio Cassis; el 7 de diciembre de 2022, fue elegido presidente, sucediendo a Cassis el 1 de enero de 2023.
El 21 de junio de 2023, anunció en una conferencia de prensa que no se postularía para la reelección como miembro del Consejo Federal en las elecciones del 13 de diciembre de 2023. Finalmente dejó el cargo el 31 de diciembre de 2023. Fue sucedido por Beat Jans en el Consejo Federal.

### Consejo de Europa
En enero de 2024, Berset se convirtió en el candidato del gobierno suizo para suceder a Marija Pejčinović Burić como Secretario General del Consejo de Europa, compitiendo con Didier Reynders e Indrek Saar.  El 25 de junio de 2024, Berset fue elegido Secretario General del Consejo de Europa, y asumirá su cargo el 18 de septiembre de 2024.

## Controversias

### Asunto de chantaje
El 21 de noviembre de 2020, el semanario de habla alemana "Die Weltwoche" reveló, de la pluma del exconsejero nacional de la UDC de Zúrich Christoph Mörgeli, que el Consejero Federal fue víctima de un intento de chantaje el año anterior: después de que fuera condenada en un proceso penal, una mujer intentó extorsionarlo supuestamente por 100.000 francos amenazándolo con publicar fotos y mensajes privados que habían intercambiado. El mundo político se interesó por el asunto y se abrió a través de la Autoridad de Supervisión del Ministerio Público de la Confederación una investigación para verificar que el Consejero Federal no se había beneficiado de favores en el tratamiento de su denuncia.
En septiembre de 2021, mientras se impugnaba la política sanitaria seguida por el Consejo Federal para superar la pandemia del COVID-19 y se criticaba a Alain Berset, el caso se actualizó: estalló una polémica por el uso de un vehículo de representación durante una escapada con esta mujer, por haber recurrido a funcionarios del Estado para zanjar el intento de chantaje, en particular mediante el envío de la unidad Tigris de la Policía Judicial Federal al domicilio del interesado, y por los límites entre el respeto a la vida privada invocado por el magistrado y el interés público.
El 14 de junio de 2022, Berset fue absuelto en una investigación parlamentaria sobre el presunto abuso de los recursos estatales.